# Storia di Siracusa in epoca romana

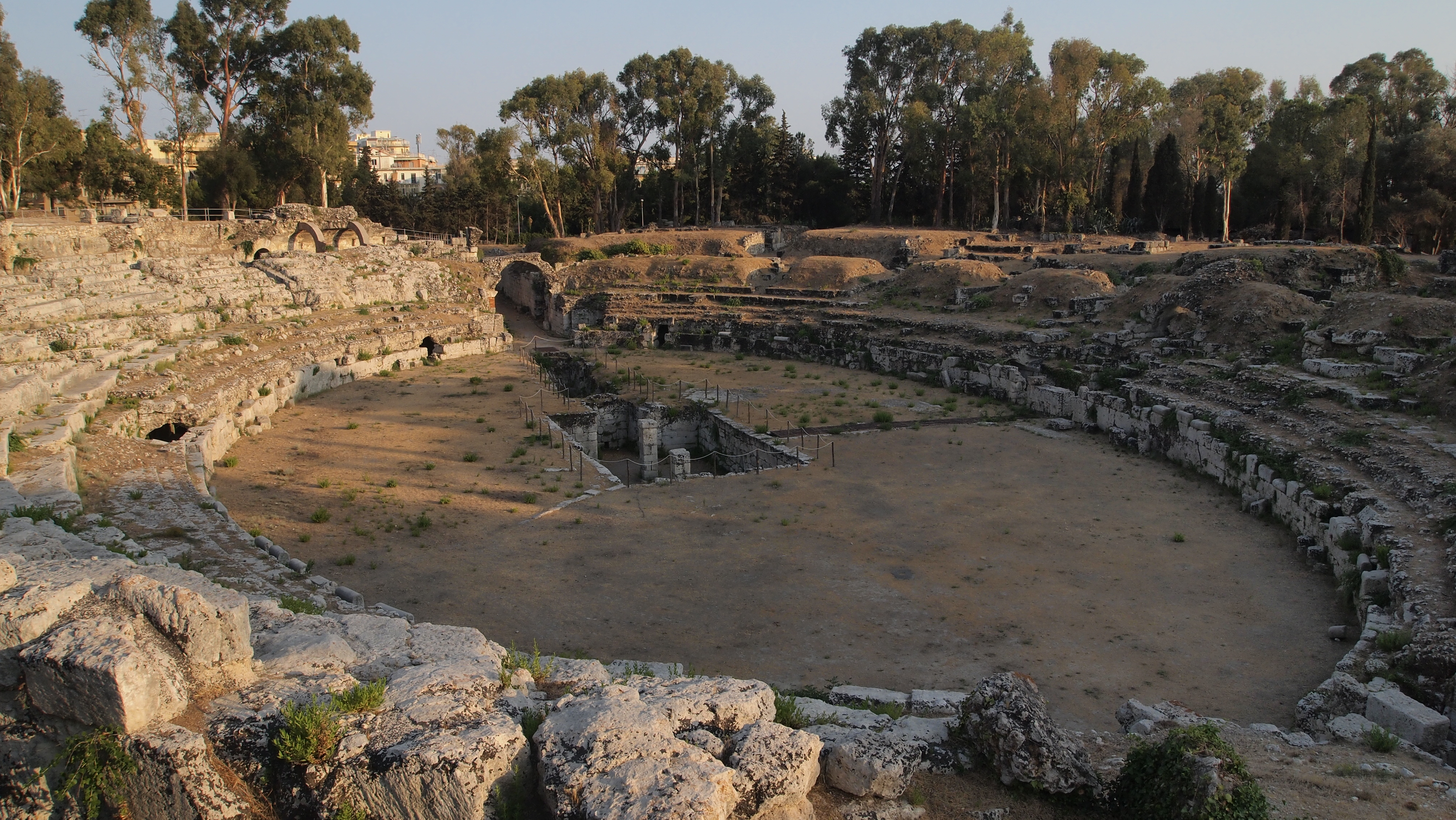
Quel che oggi rimane visibile dell'Anfiteatro romano di Siracusa; la sua possente struttura circolare venne interamente asportata dagli spagnoli che la usarono per fabbricare le fortificazioni della città in epoca medievale

La storia di Siracusa in epoca romana comincia dopo l'assedio del 212 a.C., quando il console Marco Claudio Marcello — apostrofato da Livio come la "Spada di Roma" —, con le legioni romane, vinse la lunga resistenza siracusana, riuscendo ad entrare e conquistare quella che fu la più vasta poleis d'Occidente.
La città fu portata sotto il dominio della Repubblica romana, facendone parte come città capitale della provincia romana di Sicilia; sede dei pretori e dei magistrati che i latini mandavano per amministrare l'isola mediterranea. Vide in seguito la nascita dell'Impero romano. Siracusæ, ripopolata in parte sotto il volere del primo imperatore romano, Augusto, che qui stabilì una delle sue colonie latine (I sec. a.C.), non riuscì più a ritornare all'antico splendore del tempo greco.
Con l'avvento del Cristianesimo la città divenne una delle prime civitates latine e d'Occidente a convertirsi alla nuova religione. Memoria di quel periodo furono le catacombe siracusane: le più vaste al mondo dopo quelle della stessa Roma.
La città infine cadde in mano alle invasioni barbariche che fecero crollare l'impero romano d'Occidente, distruggendo il potere consolidato che i latini avevano avuto su quelle terre per quasi un millennio. Syracusæ passa sotto il dominio dell'Impero romano d'Oriente, in epoca bizantina e, sotto i greci, diventa persino capitale dell'intero impero per sei anni (dal 663 al 669), per volere di Costante II.

## Contatti precedenti tra le due culture
Servio, commentando l'Eneide di Virgilio, racconta le origini del fiume Tevere. Il romano spiega che dopo la disfatta della Spedizione ateniese, i siracusani costrinsero i prigionieri attici a fortificare la loro città, estraendo rocce dalle cave di pietra. Il canale che sorse intorno alle mura fu chiamato Thybris (dal greco ύβρεως). In seguito i siculi si trasferirono in Italia, presso la città di Ardea, e lì chiamarono il fiume latino Thybris — che in principio si chiamava Albula —  con l'intenzione di creare un richiamo al canale siracusano. il fiume Thybris infine mutò il suo nome in Tevere.
(Ettore Pais, prefazione, Storia d'Italia dai tempi più antichi sino alle guerre puniche, ed. 1894-1899, XI.)
Se si esclude la nota donazione di grano a Roma da parte del dinomenide Gelone I — donazione che comunque non è certo sia avvenuta negli anni della tirannide siracusana o ancor prima, quando Gelone era tiranno di Gela — i più antichi rapporti, se pur indiretti, tra Roma e Siracusa risalirebbero al IV sec. a.C., quando i due Dionigi avrebbero finanziato i Galli, nemici dei Romani — sostenendo di conseguenza i latini —, introducendo il popolo celtico tra le file dell'esercito siracusano. Giustino, nel compendio a Pompeo Trogo, diede a tal proposito la notizia di un'avvenuta alleanza tra i Galli Senoni e Dionisio I.
I successivi attacchi di mercenari gallici nel Lazio, provenienti dal Sud Italia; l'attacco di una flotta greca — che Livio sostenne essere siciliana — presso le coste romane; il trattato di alleanza che Roma strinse con Cartagine proprio nel periodo più concitato della tirannide dionigiana — la quale si avviava verso la sua stroncatura —, sono tutti fattori storici che fanno propendere per un rapporto di aperta ostilità, piuttosto che di alleanza, tra Roma e Siracusa nel IV sec. a.C.
La politica espansionistica della polis di Syrakousai lasciò diversi segni nella cultura romana. La leggenda del Tevere, il cui nome sarebbe d'origine siracusana; le accuse che il popolo romano rivolse a Furio Camillo, a causa del suo trionfo con dei cavalli bianchi, suscitate da una paura latente che avrebbe accostato la figura del dittatore romano a quella del tiranno siracusano, Dionigi; finanche il ricordo delle vicende di IV sec. a.C. nell'Eneide di Virgilio, dove il poeta mantovano mostra un'evidente analogia con la storiografia liviana, la quale a sua volta serba la memoria di un coinvolgimento da parte dei Siracusani nell'invasione gallica della penisola italica, e lo collega alla conseguente resistenza romana.
Per i decenni a venire, dopo la caduta della tirannide dionigiana, non si ebbero più notizie di ulteriori rapporti intercorsi tra Roma e Siracusa. L'avvicinamento fu però improvviso e devastante, per i Siracusani, durante la metà del III sec. a.C., quando scoppiò la prima delle tre guerre romano-puniche che ebbe come teatro principale e assoluto la Sicilia.

## Avvenimenti storici

### La conquista

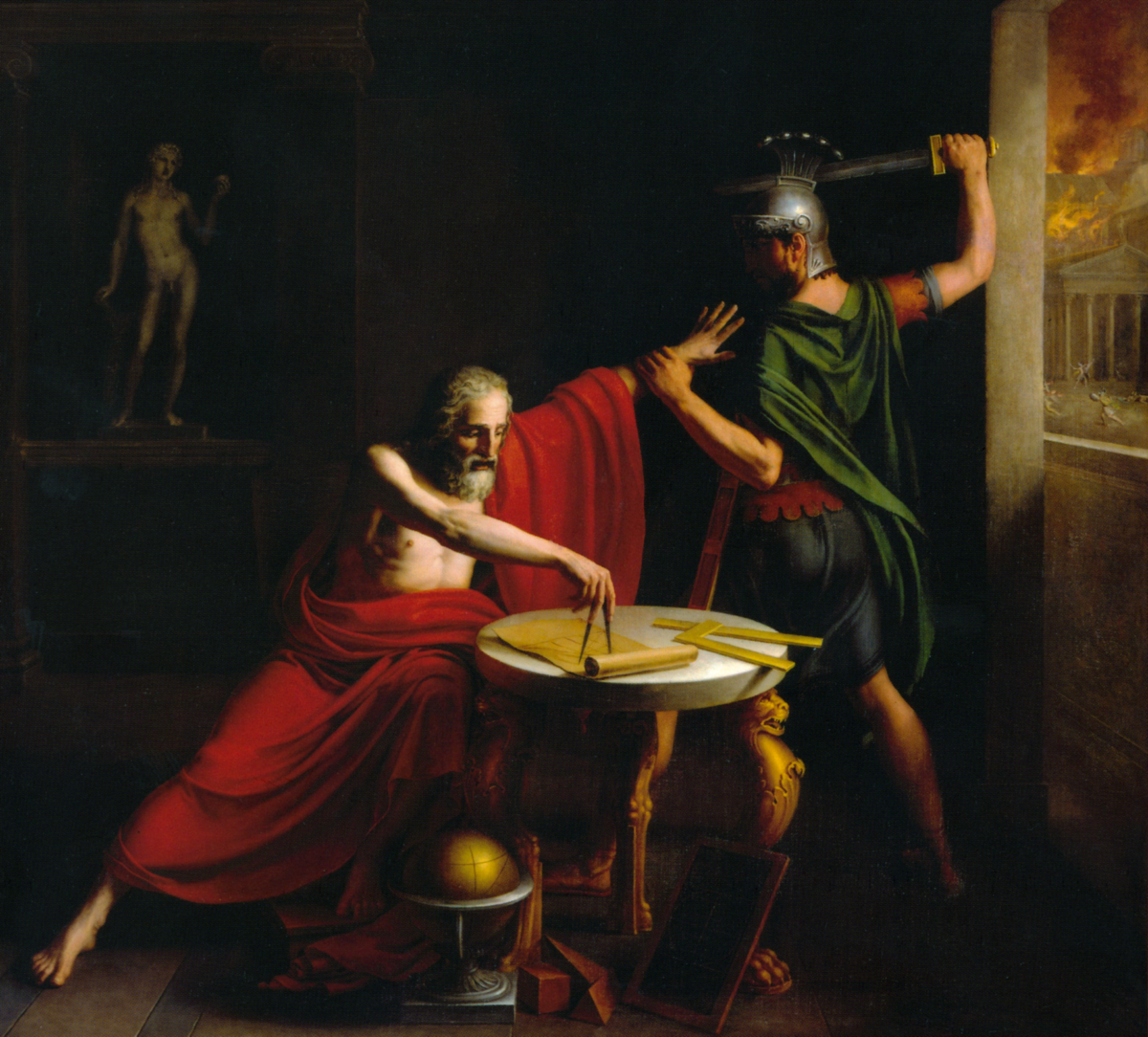
La morte di Archimede in un dipinto di Thomas Degeorge. Soldato romano irrompe tra gli studi di Archimede, mentre fuori è in atto la conquista della città

Il siracusano Soside e lo spagnolo Merico, tradendo l'esercito della pentapolis, aprirono le sue porte alle legioni romane capitanate da Marco Claudio Marcello. Dopo tre anni di lungo e impervio assedio, Siracusa cadde.
Il console romano impedì che la città fosse data alle fiamme e fece rispettare l'incolumità della popolazione vinta. Tuttavia Siracusa dovette subire la legge del conquistatore. Terminata la guerra, i romani, con ordine di Tito Otacilio Crasso da Lilibeo, fecero giungere dentro la città 130 navi cariche di provvigioni, principalmente frumento, appena in tempo per evitare che vincitori e vinti perissero di fame, con le catastrofiche conseguenze che ne sarebbero seguite. Tale episodio rende nota la difficile situazione in cui si era giunti al termine del conflitto, da entrambe le parti. Da un frammento di Diodoro Siculo si apprende inoltre che alcuni Siracusani, per sfuggire alla fame, si fecero annoverare tra gli schiavi della città, nonostante in realtà avessero la condizione di libero cittadino e quindi non soggetti alla schiavitù romana.
(Diodoro Siculo, XXVI, 20, 2)
Un'altra conseguenza immediata alla conquista fu la proibizione per ciascun siracusano di abitare nell'isola di Ortigia.

#### Le ricchezze di Siracusa saccheggiate
(Livio, XXV, 31.11.)

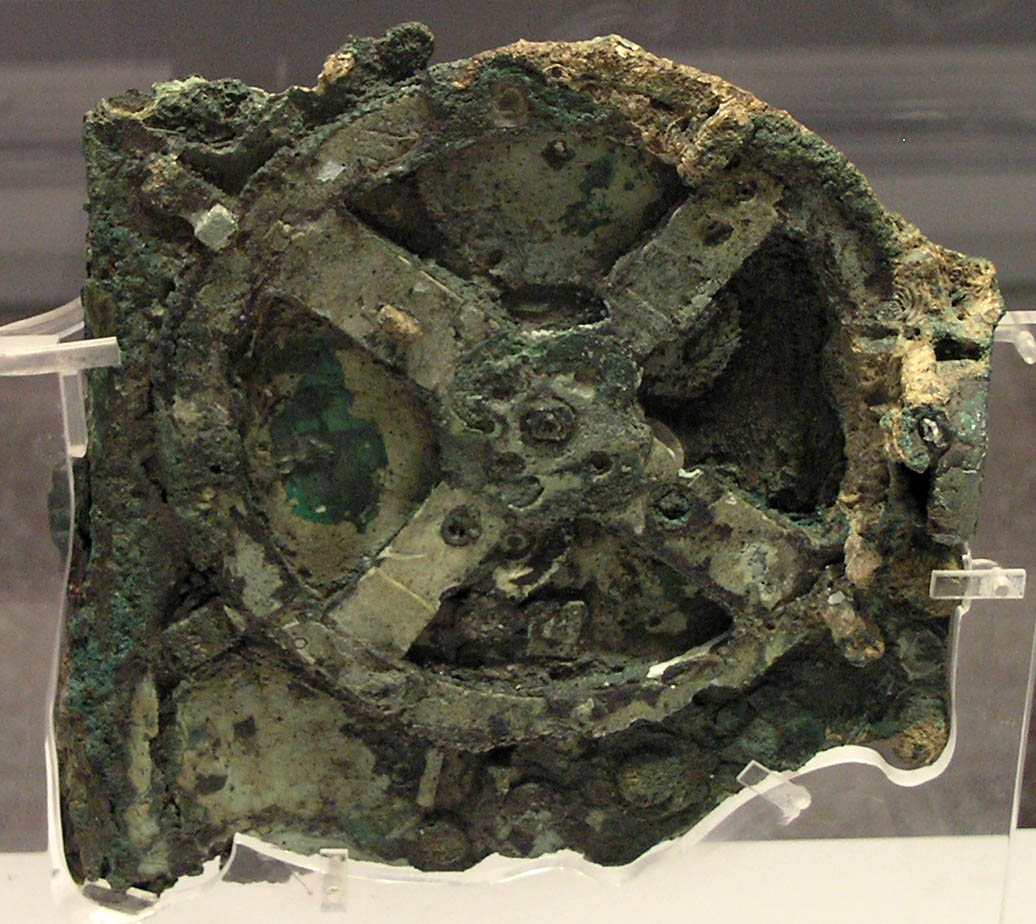
La macchina di Anticitera, si sostiene corrisponda al planetario di Archimede — del quale si persero le tracce —, depredato da Marcello e portato a Roma, durante la presa della città

La conquista romana ebbe come immediata conseguenza il saccheggio di tutti i tesori della città. Marcello portò l'ingente bottino di Siracusa, praeda et manubiae, a Roma. Gli ornamenta urbis della città greca vennero fatti sfilare dal generale romano durante il suo trionfo sul Monte Albano — poiché gli fu negato di trionfare all'interno dell'urbe — e durante la sua successiva ovazione. Le spoglie siracusane vennero collocate nel tempio Honor et Virtutis, nei pressi della porta Capena. Ma al principio il collegio dei pontefici negò a Marcello di far coesistere due divinità in un'unica cella, così il console romano fece costruire un altro tempio di Virtus accanto a quello di Honor, e venne costruito con le manubiae siracusane. La dedica fu infine apportata dal figlio di Marcello nel 205 a.C.
Le spoglie siracusane, che testimoniavano i livelli d'arte raggiunti dalla civiltà greca, suscitarono enorme interesse ed entusiasmo tra i romani, al punto tale che il tempio nel quale furono esposte viene considerato come il «primo museo di Roma»; visitato anche dagli stranieri.
(Mario Silvestri, La vittoria disperata: La seconda guerra punica e la nascita dell’impero di Roma, ed. 2015.)
L'importazione dei tesori siracusani comportò l'inizio della luxuria tra i Romani. La cattura di Siracusa rappresentò un punto cruciale per l'avvicinamento della cultura latina a quella greca. Vi era il timore che avendo ornato Roma di opere d'arte così pregiate, e avendo, con esse, immesso nell'urbe il gusto per tutto ciò che fosse greco, i Romani avessero inesorabilmente segnato la loro società, rendendola vulnerabile, non più dedita solamente alla guerra. Catone definì l'arrivo del bottino siracusano come una «calamità», con le sue statue, «si aprì la porta ai nemici, che presto o tardi segneranno la distruzione di Roma».
Il saccheggio dei tesori di Siracusa, e la loro successiva traslazione a Roma, sostanzialmente può definirsi l'origine del pensiero formulato in seguito da Orazio (Epistole, Il, 1, 156), il quale afferma che Graecia capta ferum victorem cepit. Affermazione analoga, riguardante la presa di Siracusa, venne formulata da Livio:
(Tito Livio, XXV, 40, 2.)

### Il processo del console Marco Claudio Marcello
Il pontifex maximus e censore, Marco Cornelio Cetego, esortò i Siciliani a querelare Marcello per il comportamento tenuto dopo le battaglie. I Siracusani, scossi dalla recente presa della loro città, accettarono l'invito di Cetego e vennero a Roma, dove furono ospitati da importanti famiglie romane, nemiche di Marcello.
Nel senato romano ebbe luogo un processo che non aveva precedenti nel suo genere, in quanto si trattava di un popolo vinto che accusava pubblicamente il proprio conquistaore, chiedendo di riavere indietro i beni sottratti durante l'azione di guerra.
Marcello, nell'udire le accuse che gli venivano rivolte, non mancò di sottolineare che non si poteva querelare un generale che aveva adempiuto alle leggi di guerra. Non senza accorati appelli da entrambe le parti, le accuse infine decaddero — saliente fu la presa di parola da parte di Manlio Torquato, il quale sostenne che la polis non meritava la fine miseranda che le aveva inflitto Marcello, ricordando piuttosto l'amicizia che aveva legato Roma al re Gerone II, e al giudizio di quest'ultimo se avesse visto le spoglie di Siracusa appese alle porte di Roma. Ma proprio a causa del processo, Marcello rinunciò al comando sulla Sicilia, scambiando il suo ruolo con quello di Levino, al quale era toccata in sorte l'Italia, andando così incontro al suo mortale nemico, Annibale.

### L'arrivo di Scipione

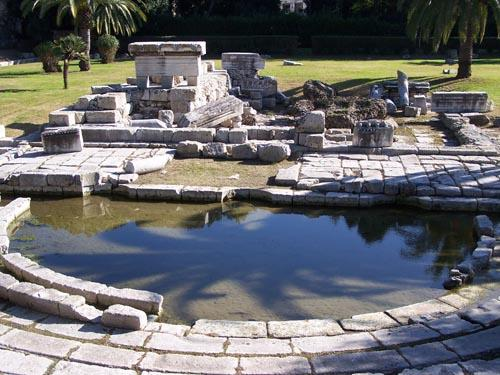
Parte del Gymnasium di Siracusa. Livio e Massimo testimoniano che in questo luogo Scipione l'Africano si esercitò prima di affrontare Annibale nella battaglia di Zama

Durante il suo consolato Publio Cornelio Scipione giunse in Sicilia. Dopo aver reclutato numerose truppe da condurre nella guerra contro Cartagine, venne con esse a Siracusa. Qui dimorò durante l'inverno. In questo arco di tempo Scipione si dedicò all'allenamento delle sue truppe, esercitandosi egli stesso all'interno del ginnasio siracusano.
Appena arrivato, Scipione trovò la città ancora in stato di agitazione, a causa delle ruberie perpetrate dai soldati italici ai danni della popolazione; nonostante il senato di Roma avesse ordinato loro di restituire il bottino fatto in città. Scipione allora intervenne imponendo a quei soldati la restituzione del maltolto. Con questo gesto l'esponente della gens Cornelia si assicurò la gratitudine non solo dei Siracusani ma della Sicilia intera.
Con il passare dei mesi, la permanenza di Scipione a Siracusa sollevò diverse preoccupazioni a Roma. Durante la denuncia dei Locresi per le atrocità compiute da Quinto Pleminio, luogotenente di Scipione, il senato di Roma stabilì che venisse mandata una commissione a controllare l'operato di Scipione e a stabilire se fosse o meno il caso di punirlo.
Da tempo, infatti, giravano voci che descrivevano in maniera negativa il comportamento del console Scipione, il quale sembrava si stesse cullando troppo tra le «delizie di Siracusa», indossando pallio e sandali greci. Apparentemente dimentico di tutto il resto. Tito Livio così descrisse le accuse rivolte al Romano:
(Tito Livio, XXIX, 19.)
Quando la commissione d'inchiesta senatoriale, proposta da Quinto Metello e composta dal nuovo pretore della Sicilia, Marco Pomponio, insieme a dieci legati, due tribuni della plebe, Marco Claudio Marcello (figlio del conquistatore di Siracusa) e Marco Cincio Alimento, e un edile della plebe, giunsero alle porte di Siracusa, trovarono una situazione tutt'altro che rilassata. Scipione li attendeva con l'esercito schierato.
Il Romano fece disporre le sue numerose truppe di terra in assetto da guerra. Altrettanto fece con la flotta, messa in allarme. La simulazione fu talmente credibile che pareva si stesse per lottare, proprio in quel giorno, contro Cartagine. La commissione venne trattata con rispetto e venne portata in giro a visitare l'efficienza degli armamentari bellici. Scipione fece su di essi una tale buona impressione che a Roma pare venisse annunciata una vittoria e non dei preparativi bellici per un'imminente battaglia.
A quel punto le maldicenze nei suoi confronti cessarono e Scipione lasciò la città per dirigersi a Lilibeo da dove, con tutto il suo esercito, sarebbe passato in Africa — il suo inverno a Siracusa sarà ugualmente oggetto di accusa, molto tempo dopo, durante il processo degli Scipioni.

### Il pretore Gaio Licinio Verre e Cicerone

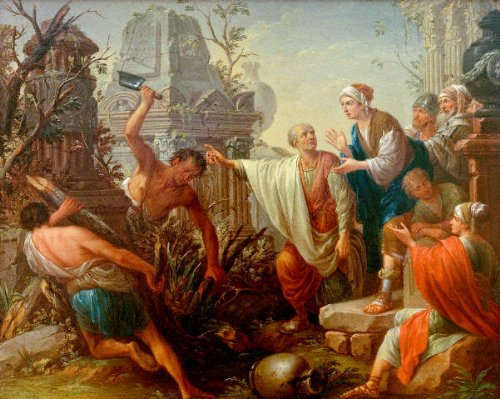
Cicerone scopre la tomba di Archimede

Al tempo di Gaio Licinio Verre, i Siracusani erano soliti allestire dei giochi in onore dei Marcelli, ma tale tradizione ludica venne deposta dal nuovo pretore che pretese piuttosto l'istituzione di una festa in suo onore.
Verre, che dalla capitale di Sicilia controllava tutta l'isola, si distinse per il suo malgoverno. I Siciliani subirono molte ruberie in suo nome e quando la situazione divenne insostenibile, fu incaricato Cicerone — che era stato questore a Lilibeo —  di far luce sui furti perpetrati da Verre.
Durante la sua permanenza a Siracusa, nel 75 a.C., Cicerone scoprì la tomba di Archimede, che era stata smarrita oltre la porta sacra del Ciane (luogo tutt'oggi ignoto), dimenticata dai Siracusani, i quali, dopo più di un secolo dai fatti occorsi nella presa della loro città, escludevano certamente che tale tomba fosse mai esistita, e solo grazie alle insistenze di Cicerone, che radunò intorno a sé i cittadini più illustri, la tomba dello scienziato venne liberata dai rovi e dai pruni che la ricoprivano interamente. Venne riconosciuta dai due simboli geometrici incisi tempo addietro per volere di Marcello: l'effigie di una sfera inscritta in un cilindro.

### La città in età imperiale
Nello scontro tra Sesto Pompeo e Ottaviano la città fu enormemente danneggiata. Le fonti antiche sono discordi nell'affermare da che parte stette Siracusa: Strabone dice che Ottaviano la ripopolò con una colonia romana dopo che fu distrutta da Sesto Pompeo, ma Dione Cassio la pone invece al fianco di Sesto Pompeo nella guerra. Tale contraddittorio ha indotto studiosi mederni come Shelley C. Stone, Anthony Wilson a supporre che la città venne piuttosto distrutta dal futuro Augusto, il quale, per ripopolarla dopo averla punita per l'appoggio offerto al nemico, nel 21 a.C. le impiantò all'interno una colonia romana.
Il successore di Augusto, l'imperatore Tiberio, visitò due volte Siracusa. In una di queste occasioni prelevò dal colle Temenite la colossale statua di Apollo Temenite — che prende il nome dal luogo in cui fu posata. D'origine greca, la statua si trovava sul colle da molti secoli, risparmiata da Verre, ne parla Cicerone, venne originariamente collocata sul terrazzo collinare, in un tempio dedicato al dio del sole. Tiberio la fece trasportare a Roma, per collocarla all'interno della biblioteca del nuovo Tempio di Augusto. Ma la statua sacra, prelevata da Syracusae, dice Svetonio, apparve in sogno all'imperatore:
(Sventoio, Tiber., 74.)

### Durante le invasioni barbariche
Il territorio di Siracusa appare, nel 489, come patrimonio personale del re Odoacre — noto per aver deposto l'ultimo imperatore romano, Romolo Augusto — in un papiro — detto papiro di Odoacre — nel quale si riferiscono sue precise disposizioni.
Odoacre nel raro documento — il papiro in questione rappresenta l'unica testimonianza sopravvissuta della sua cancelleria — concede al comes Pierio, uno dei pochi Romani rimastogli fedele, dei territori nel siracusano, tale massa Pyramitana. La presenza di un conte a Siracusa, al tempo dei re Goti, è testimoniata da Cassiodoro, il quale afferma che in città risiedeva una personalità che si appellava come Comes Syracusanae Civitatis.

## Società

### L'età repubblicana

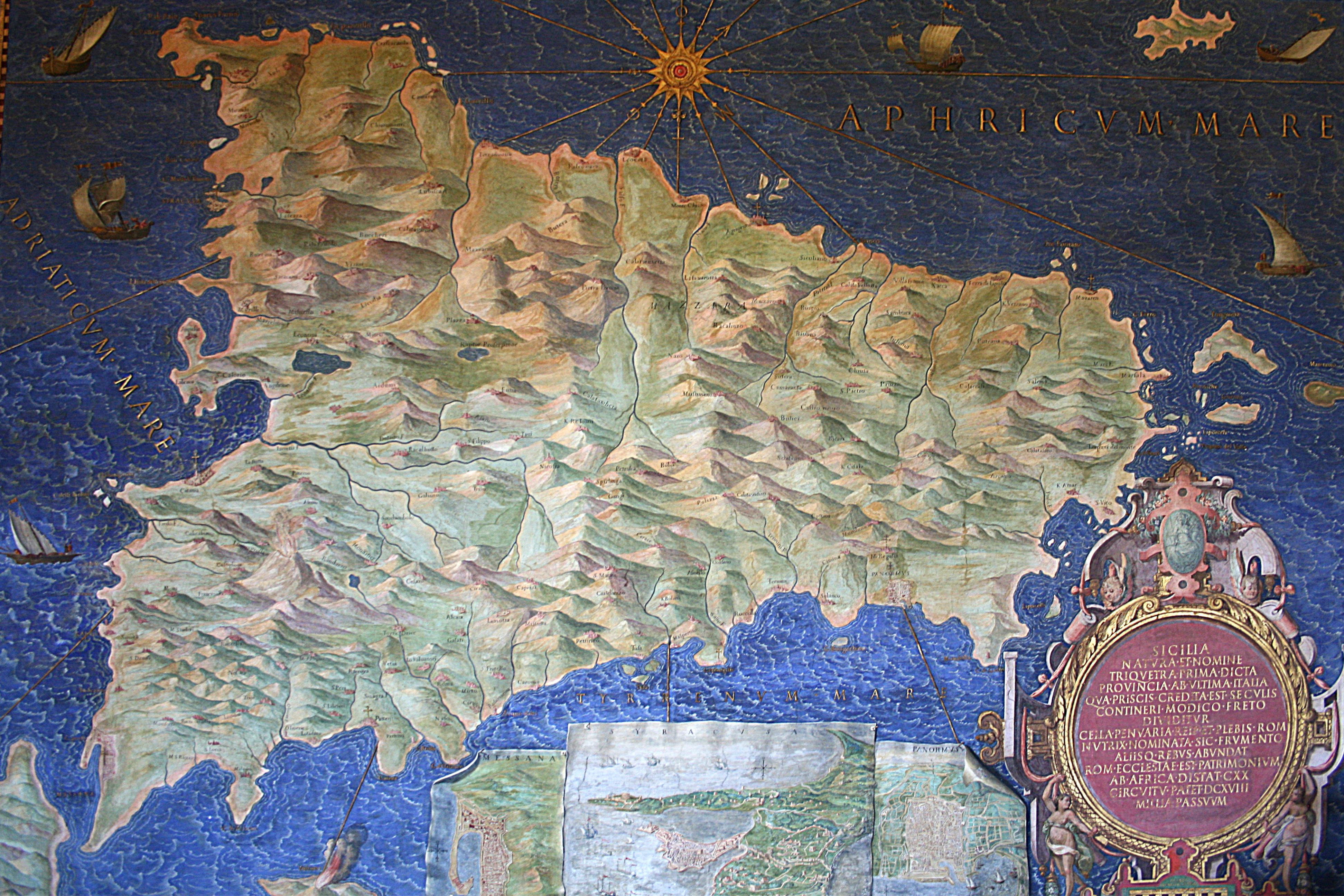
Dalla Galleria delle carte geografiche dei Musei Vaticani in Roma. La Sicilia antica; Siracusa è posta al centro delle tre tavolate sottostanti

Roma divise le città dando ad esse un differente assetto giuridico in base alla fedeltà dimostrata nei confronti della urbs latina.  Non è ben chiaro quale sia stata nei primi tempi la collocazione giuridica di Siracusa. Poiché Cicerone non la nomina nelle prime due categorie, ovvero né tra le foedere e né tra le sine foedere liberae, si deve dedurre che in quanto città belligerante nei confronti di Roma, essa appartenesse alle perpaucae bello subactae («sottomesse nella guerra»), la cui categoria potrebbe rientrare nelle sei città dell'isola che videro il proprio suolo essere dichiarato ager publicus romano, in quanto civitates vi captae (conquistate con un'azione di guerra). O comunque essere una delle cosiddette civitates censoriae, il cui suolo reso pubblico, le sarebbe poi stato restituito, rimanendo ugualmente soggetto ad affitto; sottoposto ad un censore.
La maggior parte delle città siciliane avevano lo status di civitates decumanae, ovvero erano sottoposte al pagamento della decima. Questa pratica era la medesima che vigeva da molti secoli; istituita al principio da Gerone II, conosciuta con il nome di Lex Hieronica.
Alcuni studiosi sottolineano comunque che già nel 210 a.C. (pochissimo tempo dopo la conquista) il Senato romano restituiva a Siracusa l'autonomia, con un'ampia fetta territoriale. Ciò sarebbe testimoniato dall'emissione del decreto siracusano, verso il 206 a.C., con il quale si onoravano i theoroi (ambasciatori sacri) inviati da Magnesia al Meandro e si acconsentiva liberamente a partecipare ai loro giochi, non solo, i siracusani concedevano a Magnesia il diritto di asylia. Situazione analoga si ripeté nel 194 a.C., quando i theoroi di Delfi vennero a porgere l'invito di partecipazione ai giochi che si sarebbero svolti in terra greca.
In età repubblicana venne inoltre istituita la provincia Siracusana, che insieme alla provincia Lilibetana, ma con maggiori poteri decisionali — nella provincia Siracusana oltre al questore romano risiedeva il pretore — divideva in due parti geo-politiche la Sicilia. I confini delle due province vennero stabilite dal fiume Salso.

#### Sede del commercio
L'approvvigionamento che partiva dalla Sicilia era di fondamentale importanza per Roma, venne quindi formulata a tale riguardo la Lex frumentaria. Siracusa, essendo capitale della provinciae Siciliae, era la sede principale dove avveniva lo smercio del frumento. Annualmente il governatore, ovvero il pretore, dava in appalto a Siracusa l'organizzazione delle decime sui cereali, in maniera distinta per ogni città siciliana. La città si trasformava in pubblica piazza dove romani e non romani potevano concorrere per aggiudicarsi all'asta il titolo di pubblicano; l'appaltatore di tributi per i terreni pubblici. Lo smercio delle altre merci, al di fuori della produzione cerealicola, avveniva nelle due città dove risiedeva il questore, per cui Lilibeo e la medesima Siracusa. Successivamente i consoli Lucio Ottavio e Gaio Aurelio Cotta (nel I secolo a.C.) trasferirono l'aggiudicazione direttamente a Roma, togliendo la facoltà elettiva alla provinciae Siciliae.
Da sottolineare anche il periodo in cui sotto il mal governo di Verre, fu tolta l'opportunità a ciascuna città siciliana la scelta del proprio censore - qualifica all'epoca ambita - che fu stabilita da Verre in persona, aprendo un pubblico mercato a Siracusa, nel quale chi faceva la donazione in denaro più ingente, otteneva il posto di censore.

### L'età imperiale
Sono poche le informazioni che giungono dall'epoca imperiale per Siracusa, e più in generale per l'intera Sicilia. Gli studiosi sono certi che essa mantenne il titolo di civitas capitale di Sicilia.

## Produttività e commercio

### Agricoltura

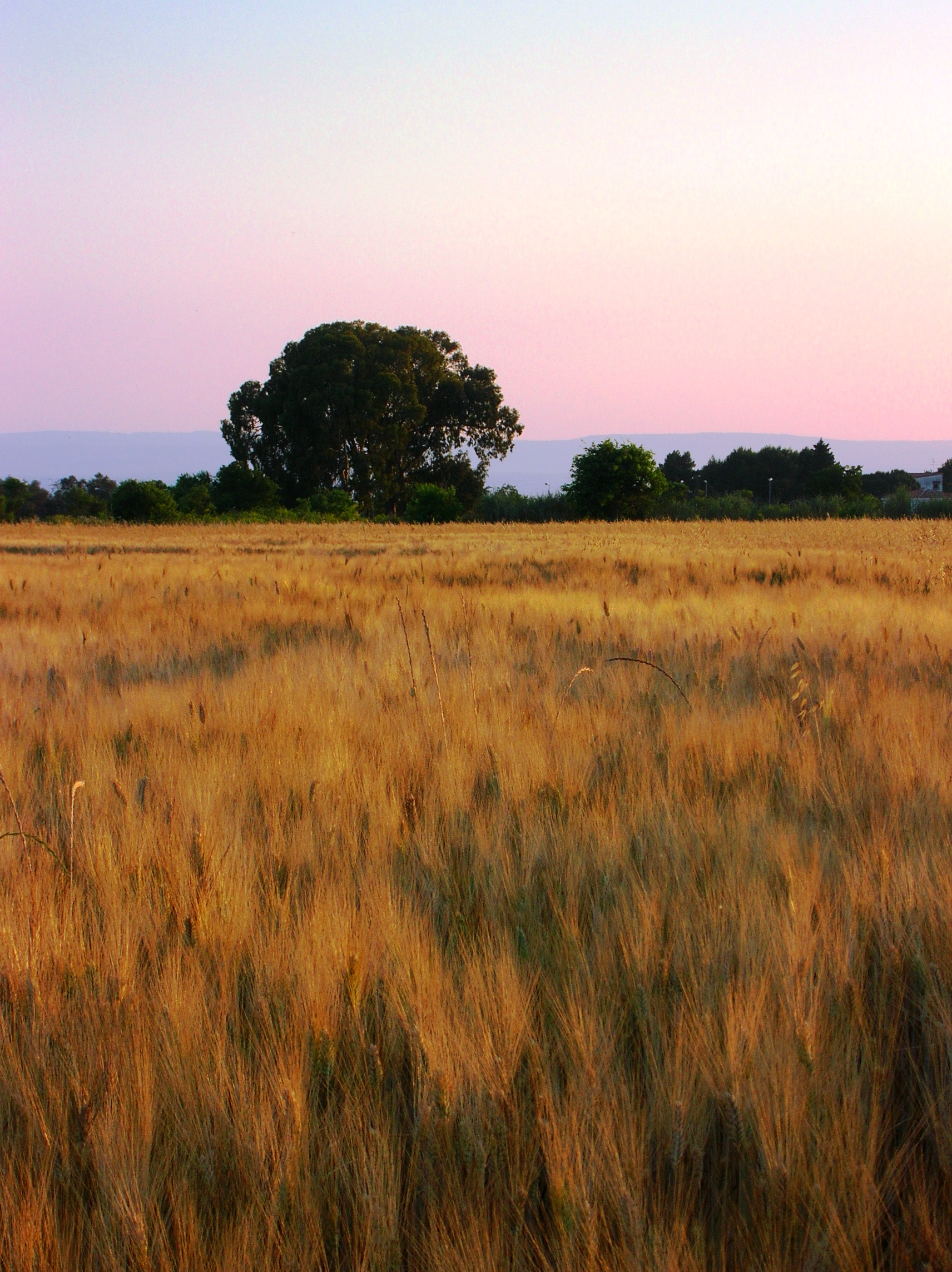
Campi di grano a Siracusa

Dalle orazioni di Cicerone, e dagli studi intrapresi sull'epoca augustea, risulta che la vita produttiva siracusana fosse sicuramente attiva.
Quello del grano era un commercio che vigeva da tempo remoto tra Roma e Siracusa. Alcuni studiosi lo datano già all'inizio del V sec. a.C. Tito Livio parla di grandi magazzini colmi di grano nella campagna siracusana, rinvenuti dopo l'uccisione di Geronimo. Dopo la conquista romana, e dopo i gravi disagi che furono conseguenza della lunga guerra, la situazione della cerealicoltura venne risollevata dal console Levino, il quale fece vegliare dalla sua cavalleria le campagne siracusane che tornarono rigogliose, al punto tale che da qui partiva il grano non solo per Roma, ma anche per altri luoghi dove l'esercito romano teneva le proprie guarnigioni. Con Verre invece ritornò una situazione agricola precaria, il pretore non si curava del benessere dei campi, i quali divennero nuovamente trascurati e poveri. In generale il territorio siracusano, per la sua vastità, contribuiva a pagare la decima per la fornitura di grano a Roma, in forma maggiore. Tuttavia la fornitura di grano per Roma fu così importante e richiese uno sforzo tale che venne trascurata, conseguentemente, la coltura delle olive, anch'essa molto importante in tempo greco. Polibio e Strabone riferiscono di una desertificazione costiera per la coltivazione degli ulivi.
Anche il settore pastoriozio era sviluppato sul territorio. L'isola pagava a Roma un'imposta detta scrittura, sui pascoli.

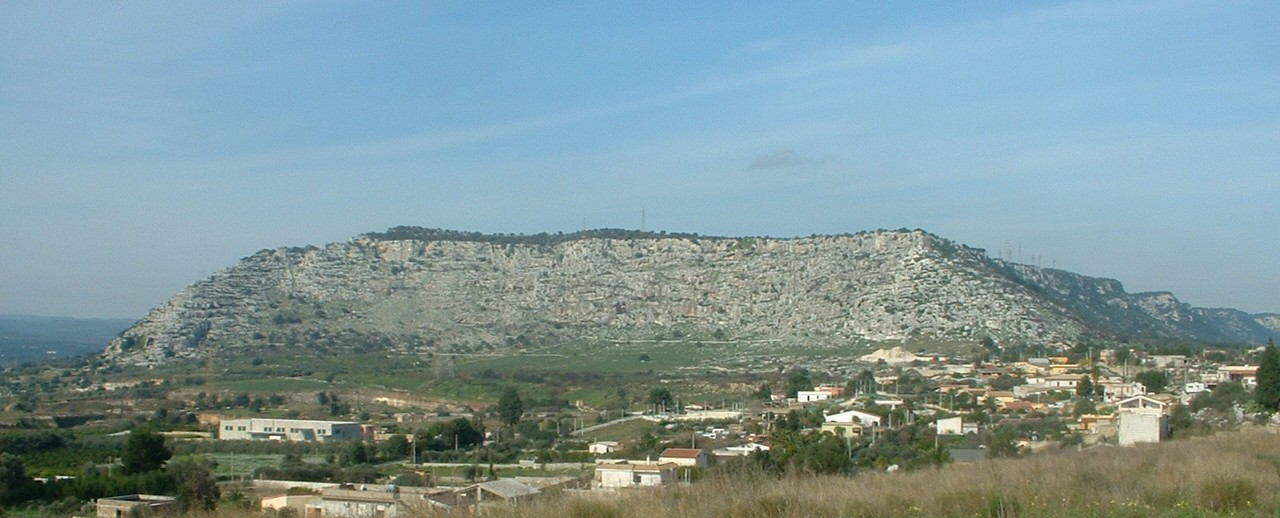
Il primo dei Monti Climiti, osservandoli da sud. Secondo diversi studiosi, sopra quei monti, tra Augusta e Siracusa, sorgeva lIbla mellifera (Ibla monte), produttrice del famoso miele e della cera.

Nell'antichità era ben nota la produzione di miele del territorio siracusano. Il nettare in questione veniva denominato Timo Ibleo; decantato nella letteratura greca, esso divenne eredità di poeti e scrittori romani, i quali lo menzionarono in cinquantadue delle loro opere. Oratori come Cicerone, Virgilio, Livio, Ovidio lo descrivono, e Marco Terenzio Varrone lo considera il migliore di tutti i mieli prodotti nell'antichità romana, mentre Plinio il Vecchio nella sua Historia Naturalis (libro XI, 13, 32) lo nomina tra le tre località dove veniva prodotto il miele più buono:
Alcuni studiosi hanno individuato questo luogo nell'ultima parte dei Monti Iblei, ovvero nei monti denominati Monti Climiti, proprio a ridosso di Siracusa e della sua costa. Si ritiene che Melilli, località posta tra Augusta (sul cui suolo sorgeva nell'antichità Megara Iblea) e l'antica polis aretusea, sia l'erede di tale Hybla mellifera, altri sostengono si trattasse piuttosto dell'area iblea di Avola antica. Il miele di Siracusa veniva spesso paragonato a quello dell'isola greca di Imetto, con il quale vi doveva essere una forte rivalità. Alcuni lo nominano come metro di paragone per la qualità degli altri mieli fabbricati al tempo dei romani:
(Evelyn Lilian Hazeldine Carrington Martinengo-Cesaresco, La vita all' aria aperta nei poeti greci e latini, 1920, p. 125.)
Negli altri settori si segnala la forte vocazione della Sicilia per la viticoltura, essa aveva infatti una grande esportazione di vino, e la città di Siracusa contribuiva in questo settore producendo il Biblino e il Pollio; antenati del Moscato di Siracusa, essi sono tra i vini maggiormente elogiati nell'importazione dell'antica Roma. Dati dettagliati scorgono il Pollio anche nella compilazione delle liste di approvvigionamenti per cene e banchetti romani.

### Vasellame

#### L'oro al tempo di Verre

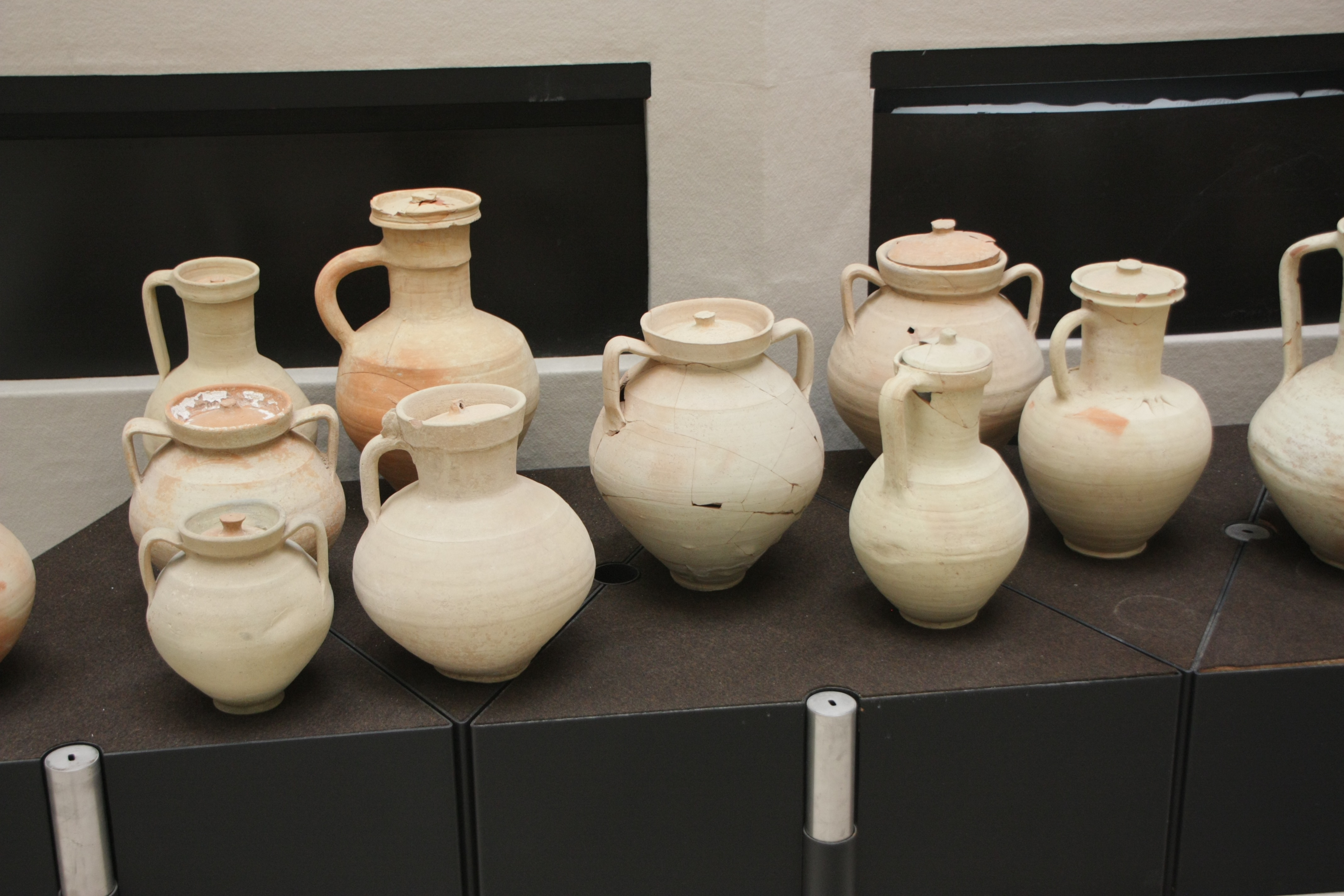
Anfore d'epoca romana, rinvenute nei pressi della Tomba di Archimede

Ai tempi di Verre giunge notizia di una febbrile produzione di oro; il pretore latino infatti aveva aperto in città una vasta officina artigianale presso l'antico palazzo dei re. Posta sotto le sue dipendenze, qui venivano fabbricati pezzi d'oro e d'argento di raffinata ed elaborata fattura che Verre stesso esaminava e sceglieva, pezzo per pezzo.
Gli artigiani siracusani, che un tempo conobbero un lungo periodo di pace e prosperità sotto il regno ieroniano - tanto che si suppone furono essi gli autori del noto tesoro di Morgantina - si ritrovarono in età tardorepubblicana ad assecondare lo sfrenato lusso del pretore, il quale, per testimonianza di Cicerone, li fece lavorare senza sosta per ben otto mesi alla fabbricazione di vasi in oro destinati alla sua collezione privata.

### Ruolo del porto

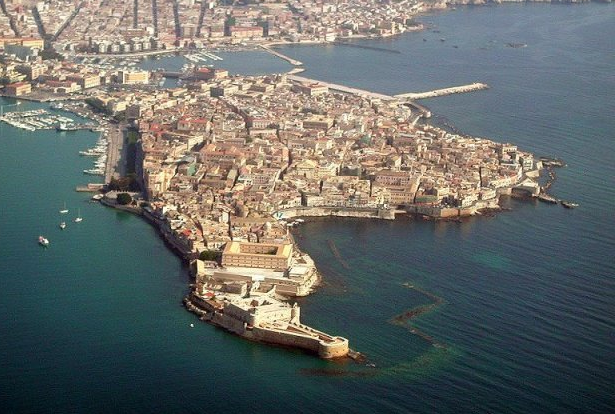
I porti di Siracusa continuarono a rivestire un ruolo di primo piano anche in epoca romana

I porti di Siracusa detenevano un numeroso traffico marittimo, la città era quindi soggetta al dazio portorio; in vigore presso gli antichi romani, sia in età repubblicana che imperiale.
Il dazio, d'origine ieroniana, si esigeva sulla mercanzia che entrava e usciva dal porto. Si ha notizia del valore monetario di questo dazio per la provincia Siracusana; un ventesimo (ma in altri luoghi poteva giungere fino a un cinquantesimo).
Le Verrine di Cicerone rendono l'idea dell'intenso commercio che vi era all'interno del porto siracusano: l'oratore romano informa che il pretore aveva fatto giungere nel porto in questione un'infinità di roba pregiata — stoffe di Malta, anfore colme di miele e altra mercanzia varia — senza pagare il dazio. In età augustea il Porto Piccolo fu oggetto di lavori di restauro.

### Fonti primarie
- (LA) Tito Livio, Ab Urbe condita.
- (LA) Cicerone, Verrine.

### Fonti secondarie
- Paolo Impellizzeri, Cicerone in Siracusa, Poligrafica Empedocle, 1843, ISBN non esistente.
- Gaetano de Sanctis, Storia dei Romani, parte 2, vol. 1, Bocca, 1917, ISBN non esistente.
- Hildegard Temporini-Gräfin Vitzthum, Aufstieg und Niedergang Der Römischen Welt: Geschichte und Kultur Roms Im Spiegel Der Neueren Forschung, vol. 1, Walter de Gruyter, 1972, ISBN 978-3-11-001885-1.
- Lorenzo Braccesi, Hesperìa: studi sulla Grecità di Occidente. 3, L'Erma di Bretschneider, 1993, ISBN 978-88-7062-809-8.
- Alessandra Coppola, Archaiologhía e propaganda: i Greci, Roma e l'Italia, L'Erma di Bretschneider, 1995, ISBN 978-88-7062-925-5.
- Marta Sordi, Scritti di storia romana, Vita e Pensiero, 2002, ISBN 978-88-343-0734-2.
- Massimo Guidetti, Storia del Mediterraneo nell'antichità: 9.-1. secolo a.C, Editoriale Jaca Book, 2004, ISBN 978-88-16-40660-5.
- Elisa Chiara Portale, Simonetta Angiolillo, Cinzia Vismara, Le grandi isole del Mediterraneo occidentale: Sicilia, Sardinia, Corsica, L'Erma di Bretschneider, 2005, ISBN 978-88-8265-341-5.
- Elena Calliri, Tra istituzioni e storia socio-economica: Salvatore Calderone e la Provincia Sicilia, in Academia.edu, Università degli Studi di Messina. URL consultato il 14 aprile 2015.
- Claudia Pantanello, Cultura materiale e produzioni artigianali a Siracusa in età ellenistica e romana - Indagini multidisciplinari sul quartiere artigianale della città antica - Un capitolo del «Roman Sicily Project: ceramics and trade», in Academia.edu, 28th Congress of the Rei Cretariae Romanae Fautores Catania, Italy, 23-30 September 2012. URL consultato il 29 aprile 2015.
- Theodore Mommsen, Storia di Roma, Greenbooks editore, 2015, ISBN 978-88-98006-66-3.